# ایمج اسپیس
ایمج اسپیس (انگلیسی: Image Space) شرکت بازی ویدئویی آمریکایی است، که در سال ۱۹۹۲ تأسیس شد.